# Brestov Dol
Brestov Dol (em cirílico: Брестов Дол) é uma vila da Sérvia localizada no município de Babušnica, pertencente ao distrito de Pirot, na região de Lužnica. A sua população era de 15 habitantes segundo o censo de 2011.

## Demografia
| 1948 | 1953 | 1961 | 1971 | 1981 | 1991 | 2002 | 2011 |
| ---- | ---- | ---- | ---- | ---- | ---- | ---- | ---- |
| 403  | 405  | 374  | 246  | 121  | 62   | 32   | 15   |